# 神农架林区各级文物保护单位列表
以下为湖北省神农架林区各级文物保护单位列表。

## 湖北省文物保护单位
- 兰英寨（3-46）
- 三闾书院（4-65）
- 犀牛洞遗址（5-85）
- 大坪墓群（5-135）
- 蛇草坪民居（5-266）
- 石屋头民居（5-267）
- 天观庙摩崖造像（5-277）
- 中原突围阻击战指挥所旧址（5-365）
- 房县十三区第八乡苏维埃政府旧址（5-366）
- 川鄂古盐道（神龙架段）（5-368）

| 名称 | 编号 | 分类 | 时代 | 地点 | 公布 | 图片 |
| ---- | ---- | ---- | ---- | ---- | ---- | ---- |